# Fase final da Copa Libertadores da América de Futebol Feminino de 2023
A fase final da Copa Libertadores da América de Futebol Feminino de 2023 compreende as disputas de quartas de final, semifinal e final e está sendo disputada entre 14 e 21 de outubro. As equipes se enfrentam em jogos eliminatórios de mata-mata em cada fase, e a que sair vencedora se classifica para as fases seguintes.

## Critério de desempate
Em caso de igualdadade de gols ao final das partidas, será executada uma série de cobranças de pênaltis de acordo com as regras estipuladas pela FIFA para a definição do vencedor.

## Equipes classificadas
Ao final da segunda rodada da fase de grupos, três equipes haviam se classificado para as quartas de finais do torneio, sendo elas: Palmeiras, Atlético Nacional e Internacional. As cinco últimas vagas foram decididas após a terceira rodada: Universidad de Chile, Olimpia, Corinthians, Colo-Colo e América de Cali garantiram a classificação.
| Grupo | Líderes de grupo     | Vice-líderes de grupo |
| ----- | -------------------- | --------------------- |
| A     | Palmeiras            | Atlético Nacional     |
| B     | Universidad de Chile | Olimpia               |
| C     | Corinthians          | Colo-Colo             |
| D     | Internacional        | América de Cali       |

## Esquema
|  | Quartas de final                 | Quartas de final                 |                                  |               | Semifinais        | Semifinais     |  |  | Final                            | Final |
|  |                                  |                                  |                                  |               |                   |                |  |  |                                  |       |
|  | 14 de outubro – Techo            |                                  |                                  |               |                   |                |  |  |                                  |       |
|  |                                  |                                  |                                  |               |                   |                |  |  |                                  |       |
|  | Palmeiras                        | 6                                |                                  |               |                   |                |  |  |                                  |       |
|  | Palmeiras                        | 6                                | 17 de outubro – Techo            |               |                   |                |  |  |                                  |       |
|  | Olimpia                          | 0                                |                                  |               |                   |                |  |  |                                  |       |
|  | Olimpia                          | 0                                | Palmeiras                        | 3             |                   |                |  |  |                                  |       |
|  | 14 de outubro – Techo            |                                  | Palmeiras                        | 3             |                   |                |  |  |                                  |       |
|  |                                  | Atlético Nacional                | 1                                |               |                   |                |  |  |                                  |       |
|  | Universidad de Chile             | Atlético Nacional                | 1                                | 1             |                   |                |  |  |                                  |       |
|  | Universidad de Chile             |                                  | 21 de outubro – Pascual Guerrero | 1             |                   |                |  |  |                                  |       |
|  | Atlético Nacional                | 2                                |                                  |               |                   |                |  |  |                                  |       |
|  | Atlético Nacional                | 2                                | Palmeiras                        | 0             |                   |                |  |  |                                  |       |
|  | 15 de outubro – Pascual Guerrero |                                  | Palmeiras                        | 0             |                   |                |  |  |                                  |       |
|  |                                  | Corinthians                      | 1                                |               |                   |                |  |  |                                  |       |
|  | Corinthians                      | Corinthians                      | 1                                | 4             |                   |                |  |  |                                  |       |
|  | Corinthians                      | 18 de outubro – Pascual Guerrero |                                  | 4             |                   |                |  |  |                                  |       |
|  | América de Cali                  | 0                                |                                  |               |                   |                |  |  |                                  |       |
|  | América de Cali                  | 0                                | Corinthians (pen.)               | 1 (4)         | Terceiro lugar    | Terceiro lugar |  |  |                                  |       |
|  | 15 de outubro – Pascual Guerrero |                                  | Corinthians (pen.)               | 1 (4)         | Terceiro lugar    | Terceiro lugar |  |  |                                  |       |
|  |                                  | Internacional                    | 1 (3)                            |               |                   |                |  |  |                                  |       |
|  | Internacional                    | Internacional                    | 1 (3)                            | 4             | Atlético Nacional | 3              |  |  |                                  |       |
|  | Internacional                    |                                  |                                  | 4             | Atlético Nacional | 3              |  |  |                                  |       |
|  | Colo-Colo                        | 2                                |                                  | Internacional | 2                 |                |  |  |                                  |       |
|  | Colo-Colo                        | 2                                |                                  |               | 2                 |                |  |  |                                  |       |
|  |                                  |                                  |                                  |               |                   |                |  |  | 21 de outubro – Pascual Guerrero |       |
|  |                                  |                                  |                                  |               |                   |                |  |  |                                  |       |

## Quartas de final
| 14 de outubro | Universidad de Chile | 1 – 2                          | Atlético Nacional        | Estádio Metropolitano de Techo, Bogotá |
| 15:30 (UTC−5) | Sánchez 45'          | Relatório (CONMEBOL) Soccerway | Rincón 2' · González 10' | Árbitro: ECU Susana Corella            |

| 14 de outubro | Palmeiras                                                                                         | 6 – 0                          | Olimpia | Estádio Metropolitano de Techo, Bogotá |
| 18:30 (UTC−5) | Bia Zaneratto 10', 28' (pen.) · Amanda Gutierres 19', 51' · Laís Estevam 48' · Sâmia Pryscila 77' | Relatório (CONMEBOL) Soccerway |         | Árbitro: URU Anahí Fernández           |

| 15 de outubro | Corinthians                                                                        | 4 – 0                          | América de Cali | Estádio Olímpico Pascual Guerrero, Cáli |
| 15:30 (UTC−5) | Zamorano 10' (g.c.) · Millene 74' (pen.) · Vic Albuquerque 79' · Fernandinha 90+1' | Relatório (CONMEBOL) Soccerway |                 | Árbitro: PAR Zulma Quiñónez             |

| 15 de outubro | Internacional                         | 4 – 2                          | Colo-Colo                | Estádio Olímpico Pascual Guerrero, Cáli |
| 18:30 (UTC−5) | Priscila 17', 20', 73' · Isa Haas 56' | Relatório (CONMEBOL) Soccerway | Bogarín 29' · Viso 90+2' | Árbitro: PER Milagros Arruela           |

## Semifinal
| 17 de outubro | Palmeiras                                            | 3 – 1                          | Atlético Nacional | Estádio Metropolitano de Techo, Bogotá |
| 19:30 (UTC−5) | Bia Zaneratto 35' (pen.) · Amanda Gutierres 40', 68' | Relatório (CONMEBOL) Soccerway | Montoya 77'       | Árbitro: VEN Emikar Calderas           |

| 18 de outubro | Corinthians         | 1 – 1                          | Internacional | Estádio Olímpico Pascual Guerrero, Cáli |
| 19:30 (UTC−5) | Vic Albuquerque 79' | Relatório (CONMEBOL) Soccerway | Priscila 31'  | Árbitro: ARG Laura Fortunato            |

|                                                |       | Penalidades                                                |  |
| Vic Albuquerque Tarciane Luana Mariza Fernanda | 4 − 3 | Djeni Bruna Benites Roberta Schroeder Tauane Zóio Isa Haas |  |

Corinthians venceu por 4–3 na disputa de pênaltis.

## Terceiro lugar
| 21 de outubro | Atlético Nacional                    | 3 – 2                          | Internacional                 | Estádio Olímpico Pascual Guerrero, Cáli |
| 15:30 (UTC−5) | González 45+1', 60' · Restrepo 90+1' | Relatório (CONMEBOL) Soccerway | Priscila 51' · Analuyza 90+5' | Árbitro: URU Anahí Fernández            |

## Final
| 21 de outubro | Palmeiras | – | Corinthians | Estádio Olímpico Pascual Guerrero, Cáli |
| 18:30 (UTC−5) |           |   |             |                                         |